# براد أشفورد
براد أشفورد هو مسير أعمال ومحامي وقاضي وسياسي أمريكي، ولد في 10 نوفمبر 1949 في أوماها في الولايات المتحدة. نشط حزبياً في الحزب الجمهوري والحزب الديمقراطي.

## مناصب
- في انتخابات مجلس النواب الأمريكي 2014 [الإنجليزية]‏، انتخب عضو مجلس النواب الأمريكي [الإنجليزية]‏ عن دائرة الدائرة الكونغرسية الثانية لنبراسكا [الإنجليزية]‏ وقد انضم خلال فترته النيابية [الإنجليزية]‏ (6 يناير 2015 – 3 يناير 2017) للكتلة البرلمانية الحزب الديمقراطي.
- انتخب محامي إدارة الطرق السريعة الفيدرالية (1974 – 1975).
- انتخب قاضٍ إداري [الإنجليزية]‏ (1983 – 1984).
- انتخب قاضي (1984 – 1986).
- انتخب عضو مجلس ولاية نبراسكا ‏ (1987 – 1994).
- انتخب عضو مجلس ولاية نبراسكا ‏ (2006 – 2014).
- انتخب عضو مجلس النواب الأمريكي [الإنجليزية]‏ (3 يناير 2015 – 3 يناير 2017).

## وصلات خارجية
- الموقع الرسمي